# روجر فرانزن
روجر فرانزن (بالسويدية: Roger Franzén)‏ هو مدرب كرة قدم ولاعب كرة قدم سويدي، ولد في 17 يوليو 1964 في السويد. لعب مع Huddinge IF ‏.